# Catocala amatrix
Catocala amatrix är en fjärilsart som beskrevs av Jacob Hübner 1813. Catocala amatrix ingår i släktet Catocala och familjen nattflyn. Inga underarter finns listade i Catalogue of Life.

## Bildgalleri

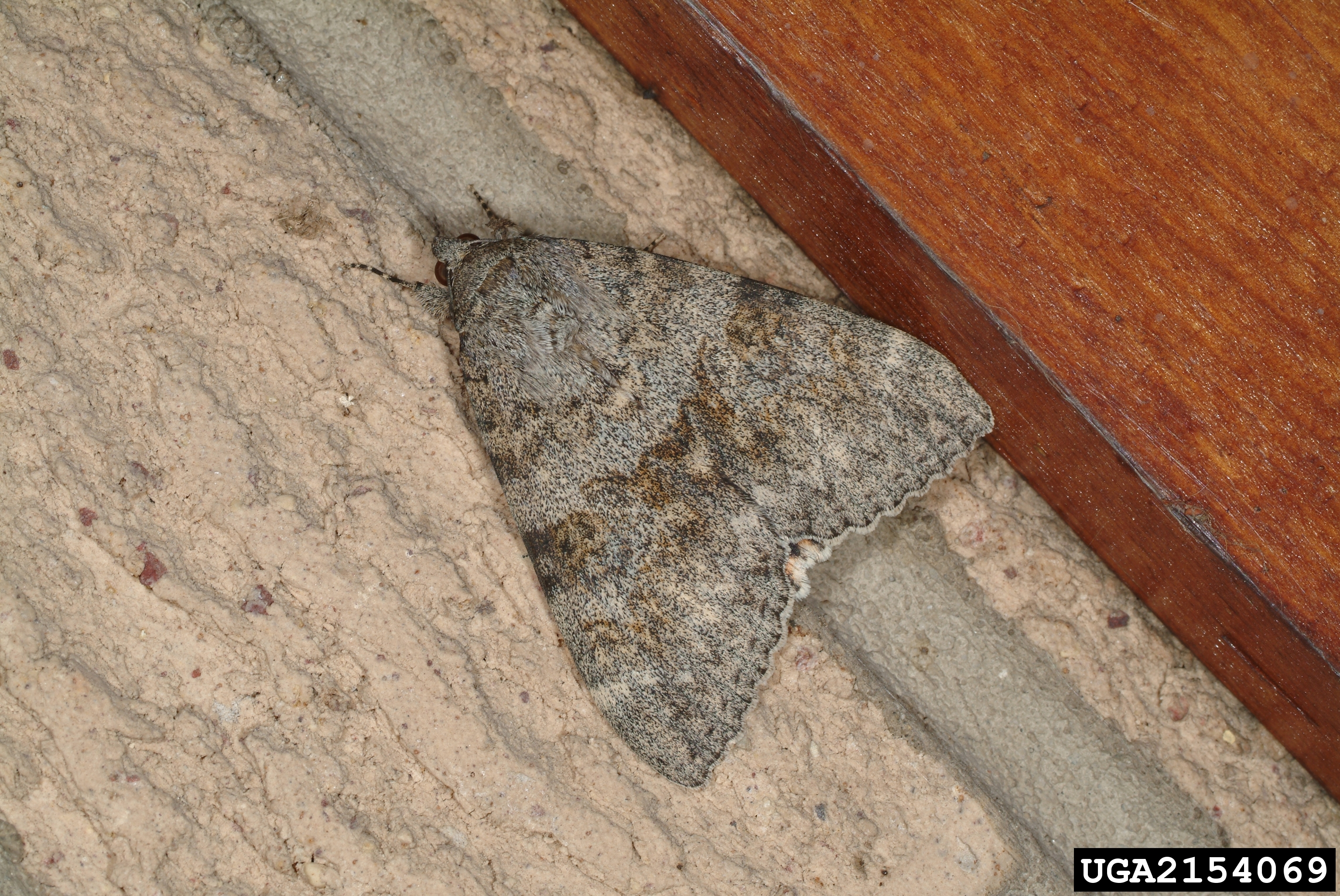
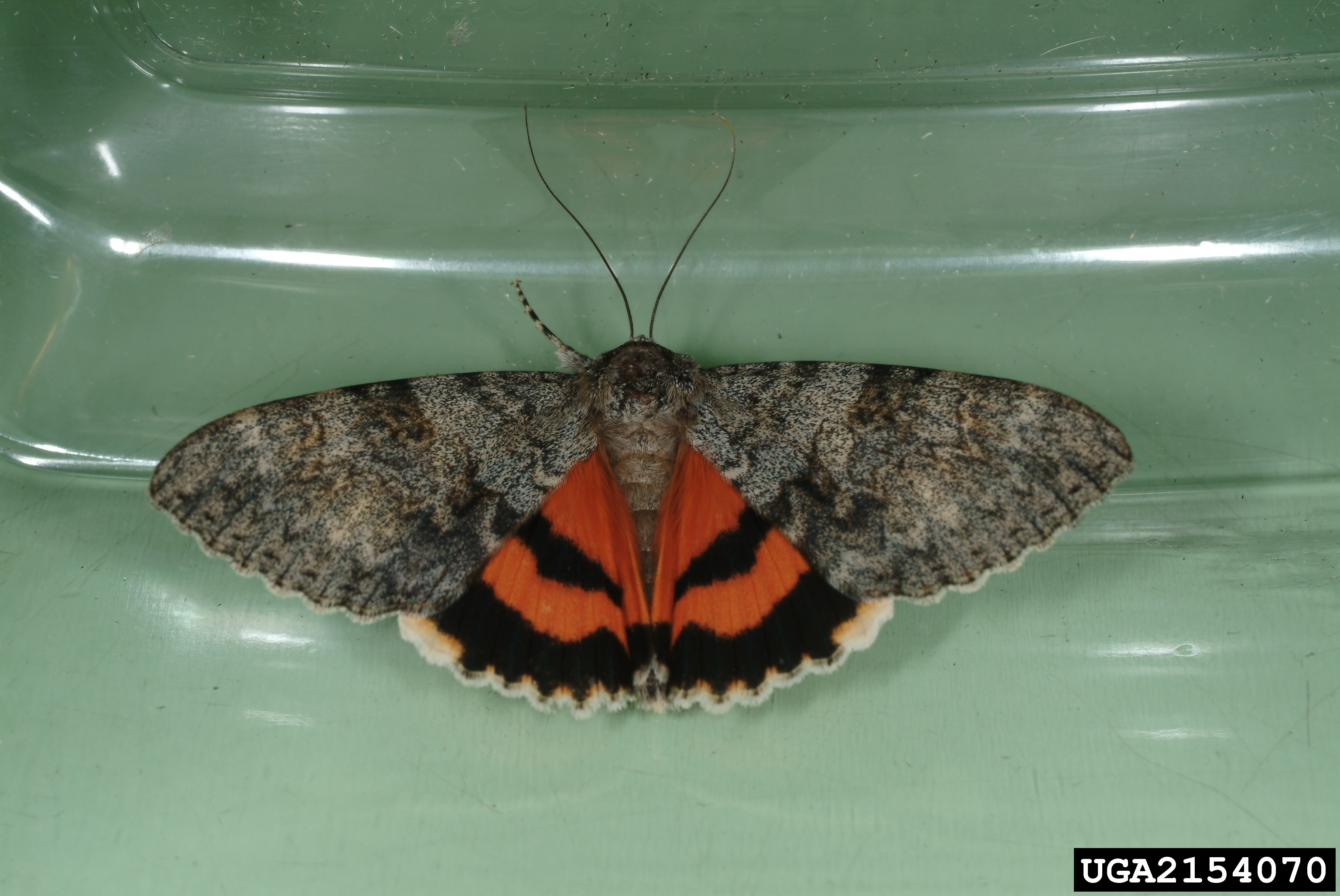
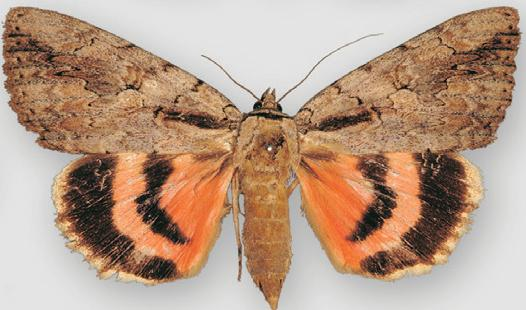